# Colnago V3Rs
Colnago V3Rs je drumsko biciklo italijanske tvrtke Colnago sa sedištem u Kambijagu. Monokok ram je rađen iz karbona. Sedište firme Prologo Scratch M5, karbon nosači bidona od firme Elite, Campagnolo menjači Super Record EPS, integrisane ručke (kormilo) Deda Alanaera DCR, Campagnolo bandaž kočnice (direktno montirane), tjubeles gume Vittoria Corsa Speed Graphene 2.0 TLR,  pedala Look KEO Blade Carbon sa keramičkim ležajevima. Obruči Campagnolo Bora WTO 60mm i(li)  KEO Campagnolo Bora WTO 50mm. 
To je i prvo biciklo tvrtke Colnago (tada u 68. godini postojanja), koje je osvojilo Tur de Frans 2020. godine sa Tadejom Pogačarom. Prema planu ekipa UAE Emirati je trebala potpuno preći na disk kočnice več u 2020, ali je tada sa disk kočnicama vozio samo Aleksandr Kristof. Isto biciklo koriste i u 2021 sezoni, sa kombinacijom disk/bandaž kočnica. 
Biciklo je rađeno na Tajvanu i naslednik je modela Colnago V2R. 